# Chlamydomonas subehrenbergii
Chlamydomonas subehrenbergii là một loài tảo trong họ Chlamydomonadaceae, thuộc chi Chlamydomonas.